# Partito Nazionale della Salvezza Pubblica
Il Partito Nazionale della Salvezza Pubblica (in spagnolo: Partido Nacional de Salvación Pública), (PNSP), è stato un partito politico nazionalsocialista attivo in Messico. 
Il partito fu fondato nel 1939 dai generali Francisco Coss e Adolfo León Ossorio in opposizione al Partito della Rivoluzione Messicana (PRM). Il PSNP chiese al PRM e al presidente Lázaro Cárdenas la messa al bando dei partiti comunisti, il divieto delle organizzazioni sindacali e l'immediata espulsione di tutti gli ebrei dal Messico. Nel 1939 il PNSP compì numerosi attacchi contro negozi ebraici, a seguito dei quali i leader del partito furono arrestati. Il PNSP sostenne la candidatura presidenziale di Juan Andreu Almazán nel 1940, sebbene il partito avrebbe successivamente affermato che Almazán era sotto pagamento da cospiratori ebrei. Dopo la sconfitta di Almazán, il partito scomparve. 